# 施韦根海姆
施韦根海姆是德国莱茵兰-普法尔茨州的一个市镇。总面积12.27平方公里，总人口2899人，其中男性1483人，女性1416人（2011年12月31日），人口密度236人/平方公里。